# ポーラ・ワインスタイン
ポーラ・ワインスタイン（Paula Weinstein、1945年11月19日 - 2024年3月25日）は、アメリカ合衆国の映画プロデューサー。

## 制作作品
- カンパニー・メン
- 幸せの始まりは
- リカウント（製作総指揮）
- 庭から昇ったロケット雲
- ブラッド・ダイヤモンド
- ウエディング宣言
- 迷い婚　-すべての迷える女性たちへ-
- 隣のリッチマン
- アイアン・エンジェルズ／自由への闘い（製作総指揮）
- ソウル・トレード（製作総指揮）
- ルーニー・テューンズ：バック・イン・アクション（製作/音楽）
- クロスオーバー　ふたりの女（製作総指揮）
- アナライズ・ユー
- 抱擁
- バンディッツ
- ピース・ピープル
- パーフェクト ストーム
- リバティ・ハイツ
- アナライズ・ミー
- クローン：絶対遺伝子（製作総指揮）
- 愛に迷った時
- きっと忘れない
- フレッシュ・アンド・ボーン/渇いた愛のゆくえ
- 愛と精霊の家
- フィアレス
- 虚偽／シチズン・コーン（製作総指揮）
- 恋のゆくえ/ファビュラス・ベイカー・ボーイズ
- 白く渇いた季節
- アメリカン・フライヤーズ